# ممر اللازورد
اللازورد هو طريق عبور دولي افتتح في عام 2018 ويربط أفغانستان بتركيا عبر تركمانستان وأذربيجان وجورجيا.
اسم «اللازورد» مُشتق من الطريق التاريخي الذي تم تصدير اللازورد الأفغاني وغيره من الأحجار شبه الكريمة على طوله، منذ أكثر من 2000 عام، إلى القوقاز وروسيا والبلقان وأوروبا وشمال إفريقيا على طول طريق الحرير القديم. ستعمل المبادرة على تعزيز برامج الأولويات الوطنية لتطوير البنية التحتية والتوصيلية والطاقة وتطوير القطاع الخاص للحكومة الأفغانية. يتم تمويل ممر اللازورد من قبل بنك التنمية الآسيوي. حاليا، تُقدر ميزانية مشروع العبور بحوالي 2 مليار دولار.

## تاريخ

وقّع وزراء خارجية أفغانستان وتركمانستان وجورجيا ووزراء خارجية أذربيجان وتركيا اتفاقية النقل والعبور على طريق اللازورد في عشق آباد في 15 نوفمبر 2017

يأتي اسم ممر النقل من لون اللازورد المعدني الذي كان أحد العناصر الرئيسية للصادرات من آسيا الوسطى إلى الشرق الأوسط وأوروبا وشمال إفريقيا في العصور القديمة. تعود المفاوضات حول إنشاء هذا الممر الجديد إلى عام 2012 واستمرت لمدة خمس سنوات بسبب عدد من العوامل في المنطقة، بما في ذلك انعدام الأمن (تزايد العنف المنزلي)، وعدم الاستقرار الاقتصادي في جميع أنحاء آسيا الوسطى، وإرث شبكات البنية التحتية الضعيفة التطور في الدول الأعضاء المعنية. بدأ اتفاق النقل والعبور على طريق اللازورد من قبل وزير الخارجية الأفغاني ووزير التعاون الاقتصادي آنذاك وحيد الله وايسي. تهدف الاتفاقية إلى تعزيز التعاون الاقتصادي الإقليمي والتواصل بين دول أفغانستان وتركمانستان وأذربيجان وجورجيا وتركيا، وبالتالي توسيع الروابط الاقتصادية والثقافية بين أوروبا وآسيا. وبذلك، تسعى المبادرة إلى تحسين البنية التحتية للنقل وإجراءاته (بما في ذلك الطرق والسكك الحديدية والبحر)، وزيادة الصادرات، وتوسيع الفرص الاقتصادية للمواطنين في البلدان المستفيدة من ممر النقل الجديد هذا. سيتم تخفيض العوائق أمام التجارة الإقليمية والعبور وتكاليف المعاملات جزئيًا، من خلال إجراء جديد للتكامل الجمركي، ومن خلال اتفاقية جديدة للنقل عبر الحدود بين أفغانستان وتركمانستان. إن تأثيره المتوقع الكبير ليس فقط لأن معظم البنية التحتية المطلوبة موجودة بالفعل، ولكن أيضًا لأن معظم الاستثمار المطلوب سيركز على تحسين السياسات والحوكمة.
لا يزال يتعين تحديد معدل العائد الاقتصادي وصافي القيمة الحالية، ولكن مع تطبيق معدل خصم بنسبة %12، من المتوقع أن تكون العوائد الإجمالية إيجابية. سيرتبط طريق اللازورد بمشروع الممر الأوسط التركي («ممر التجارة والنقل بين شرق وغرب قزوين»).
تم عقد أربع مناقشات فنية حول طريق اللازورد (الذي يشمل جزءًا كبيرًا من برنامج التعاون الاقتصادي الإقليمي لآسيا الوسطى)، وكان آخرها في 15-16 نوفمبر 2016 في باكو حيث تم الانتهاء من نص الاتفاقية. تم التوقيع على اتفاقية طريق اللازورد في 15 نوفمبر 2017 على جانب التجمع السابع للجنة الاقتصادية لأفريقيا الشرقية في عشق آباد.
افتتح الرئيس الأفغاني السابق أشرف غني الطريق خلال حفل في هراة في 13 ديسمبر 2018. نقلت الشاحنات الأولى 175 طناً من القطن والفواكه المجففة والسمسم.

## الطريق
يبدأ الممر من تورغوندي في ولاية هرات الغربية في أفغانستان، ويستمر حتى ميناء تركمانباشي (على بحر قزوين) في تركمانستان؛ بعد اجتياز بحر قزوين، يستمر الطريق إلى باكو، عاصمة أذربيجان، ثم يصل إلى تبليسي، عاصمة جورجيا، بالإضافة إلى موانئ بوتي وباطوم الجورجية؛ وأخيراً سيربط الممر بمدينتي قارص واسطنبول بتركيا عند مدخل أوروبا.

## الأهداف
وفقًا لغرفة التجارة والصناعة الأفغانية (ACCI)، فإن 80 في المائة من البضائع المشحونة من جنوب آسيا إلى أوروبا ستنتقل عبر هذا الطريق (بالسكك الحديدية في أفغانستان بالإضافة إلى دول جنوب القوقاز والسفن عند عبور بحر قزوين والبحر الأسود). علاوة على ذلك، يهدف ممر اللازورد المخطط له إلى جعل أفغانستان أقل اعتمادًا على ميناء كراتشي الباكستاني لصادراتها. إن انخفاض الحواجز التجارية، والتخفيضات في تكاليف المعاملات، وتحسين الحوكمة عبر الحدود من خلال التنسيق، وزيادة التجارة والعبور، وتعزيز التعاون الإقليمي هي الأهداف الرئيسية للمشروع. سيعمل الممر في إطار دفتر النقل الدولي (TIR).